# Belgische kampioenschappen waterski racing
De Belgische kampioenschappen waterski racing zijn een jaarlijks kampioenschap voor waterskiërs.

## Erelijst

### Heren
| Jaar | Formule 1           | Formule 2              | Formule 3              |
| ---- | ------------------- | ---------------------- | ---------------------- |
| 1977 | Andy Bertels        | Werner Smolderen       | Freddy Strackx         |
| 1978 | Andy Bertels        | Danny Bertels          | André Hendrickx        |
| 1979 | Danny Bertels       | Werner Smolderen       | Freddy Strackx         |
| 1980 | Danny Bertels       | Eddy De Ceuster        | Victor Verheyen        |
| 1981 | Danny Bertels       | Benjamin Van Riet      | Freddy Strackx         |
| 1982 | Danny Bertels       | Walter Kees            | Stefan Schroyen        |
| 1983 | Danny Bertels       | Ruddy Boeckx           | Victor Verheyen        |
| 1984 | Erwin Verlies       | Ruddy Boeckx           | Freddy Strackx         |
| 1985 | Jozef Houben        | Walter Kees            | Peter Daems            |
| 1986 | Jozef Houben        | Eddy De Ceuster        | Victor Verheyen        |
| 1987 | Erwin Verlies       | Hugues Tasiaux         | Jos Mennen             |
| 1988 | -                   | Erwin Verlies          | Danny Van De Ven       |
| 1989 | -                   | Nico Bertels           | Peter Daems            |
| 1990 | Dirk Timmermans     | Jos Mennen             | Filip Vervecken        |
| 1991 | Nico Bertels        | Danny Van De Ven       | Richard Pakuzewski     |
| 1992 | Danny Van De Ven    | Andy Van Olmen         | Richard Pakuzewski     |
| 1993 | Danny Van De Ven    | Erwin Verlies          | Rudy Boeckx            |
| 1994 | Erwin Verlies       | Eric Valentini         | Rudy Boeckx            |
| 1995 | Danny Van De Ven    | Sven Drooghmans        | Micha Robijn           |
| 1996 | Danny Van De Ven    | Micha Robijn           | Erik De Brabander      |
| 1997 | Peter Bertels       | Dirk Mariën            | Rik De Brabander       |
| 1998 | Peter Bertels       | Erwin Verlies          | Rik De Brabander       |
| 1999 | Filip Vervecken     | Rik De Brabander       | Christoff Van Gaeveren |
| 2000 | Filip Vervecken     | Andy Van Olmen         | Axel Hendrickx         |
| 2001 | Filip Vervecken     | Rik De Brabander       | Christoff Van Gaeveren |
| 2002 | Filip Vervecken     | Christoff Van Gaeveren | Axel Hendrickx         |
| 2003 | Filip Vervecken     | Dimitri Bertels        | Steven Malot           |
| 2004 | Kenny Weckx         | Steven Van Gaeveren    | Wim Dobbels            |
| 2005 | Dimitri Bertels     | Tim Lisens             | Sebastien Van de Velde |
| 2006 | Kenny Weckx         | Dave Vansteelant       | Yves Verboven          |
| 2007 | Kenny Weckx         | Tim Lisens             | Dries Baerts           |
| 2008 | Dimitri Bertels     | Steven Van Gaeveren    | Steven Malot           |
| 2009 | Kenny Weckx         | Steven Van Gaeveren    | Michael Glenet         |
| 2010 | Steven Van Gaeveren | Dave Vansteelant       | Neil Coppens           |
| 2011 | Steven Van Gaeveren | Dave Vansteelant       | Jelle De Leeuw         |
| 2012 | Steven Van Gaeveren | Roy de Weert           | Michael Glenet         |
| 2013 | Buby Bertels        | Kristof Poetsch        | Jelle De Leeuw         |
| 2014 | Dave Vansteelant    | Robin Mariën           | Kenny Nulens           |
| 2015 | Steven Van Gaeveren | Tim Lisens             | Steven Malot           |
| 2016 | Robin Mariën        | Mike Muyshondt         | Frederic De Wachter    |
| 2017 | Steven Van Gaeveren | Frederic De Wachter    | Yoeri Dom              |
| 2018 | Robin Mariën        | Alexander De Wachter   | Eric Brans             |
| 2019 | Tim Lisens          | Marc Mossiat           | -                      |
| 2020 | Tim Lisens          | Peter Sleurs           | Eric Brans             |

### Dames
| Jaar | formule 1             | formule 2             | formule 3           |
| ---- | --------------------- | --------------------- | ------------------- |
| 1977 | Emmanuella Swinnen    | -                     | -                   |
| 1978 | -                     | Anja Smolderen        | Liliane Wouters     |
| 1979 | -                     | Ann Donckels          | Martine Wouters     |
| 1980 | -                     | Ann Donckels          | Martine Wouters     |
| 1981 | Nadine De Ceuster     | -                     | Sylvia Lacroix      |
| 1982 | Nadine De Ceuster     | -                     | -                   |
| 1983 | -                     | -                     | -                   |
| 1984 | Nadine De Ceuster     | -                     | Terry Pijnenburg    |
| 1985 | Annick Desair         | -                     | Sandra Guill        |
| 1986 | Annick Desair         | -                     | Sylvia Lacroix      |
| 1987 | -                     | -                     | Sylvia Lacroix      |
| 1988 | -                     | -                     | Sylvia Lacroix      |
| 1989 | -                     | Anja Allemeersch      | Ann Meeussen        |
| 1990 | -                     | Anja Allemeersch      | Sandra Guill        |
| 1991 | -                     | Dorothée D'Hellem     | Véronique Verbovsek |
| 1992 | -                     | Fanny Maginel         | Heidi Keysers       |
| 1993 | Fanny Maginel         | -                     | Heidi Keysers       |
| 1994 | Dorothée D'Hellem     | -                     | Karin De Brabander  |
| 1995 | Dorothée D'Hellem     | -                     | Peggy Pijnenburg    |
| 1996 | Dorothée D'Hellem     | -                     | Karin De Brabander  |
| 1997 | Dorothée D'Hellem     | -                     | Karin De Brabander  |
| 1998 | Karin De Brabander    | -                     | -                   |
| 1999 | Dorothée D'Hellem     | -                     | -                   |
| 2000 | Christel Magdaleyns   | -                     | -                   |
| 2001 | Christel Magdaleyns   | -                     | -                   |
| 2002 | Lena Feringa          | -                     | -                   |
| 2003 | Lena Feringa          | -                     | -                   |
| 2004 | Lena Feringa          | -                     | -                   |
| 2005 | -                     | -                     | -                   |
| 2006 | Davina Sipido         | Natascha Van Steelant | -                   |
| 2007 | Vicky Leysen          | Christel Magdeleyns   | -                   |
| 2008 | Sylvia De Spiegeleire | Christel Magdeleyns   | -                   |
| 2009 | Sylvia De Spiegeleire | Christel Magdeleyns   | Chris Rydl          |
| 2010 | Lena Feringa          | Julie Luymoeyen       | Gitte Van Gool      |
| 2011 | Christel Magdaleyns   | Natascha Van Steelant | Nikita Van Craen    |
| 2012 | Christel Magdaleyns   | Davina Sipido         | Gitte Van Gool      |
| 2013 | Vicky Leysen          | Gitte Van Gool        | Chris Rydl          |
| 2014 | Vicky Leysen          | Gitte Van Gool        | Chris Rydl          |
| 2015 | Vicky Leysen          | Demi Maeckelberg      | Chris Rydl          |
| 2016 | -                     | Gitte Van Gool        | Chris Rydl          |
| 2017 | -                     | Gitte Van Gool        | Chris Rydl          |
| 2018 | -                     | Sylvia De Spiegeleire | Elien Rodens        |
| 2019 | Sarah Verbeeck        | Sylvia De Spiegeleire | -                   |
| 2020 | -                     | Sylvia De Spiegeleire | Chris Rydl          |

American football · Atletiek (indoor · outdoor · 10 km · 1/2 marathon · marathon · veldlopen · meerkamp) · Autosport (rally) · Badminton · Basketbal (heren · dames) · Baseball · Beachvolleybal · Biljart (driebanden) · Dammen · Futsal · Gymnastiek (acro · trampoline) · Handbal (heren · dames) · Hockey (heren · dames) · IJshockey · Korfbal (zaal · veld) · Krachtbal · Kunstschaatsen · Motorcross (trial · zijspan) · Schaatsen · Schaken · Snooker · Squah · Strandvoetbal · Triatlon (sprint · middenafstand · olympische afstand · mixed relay · ploegen · cross) · Voetbal (heren · dames) · Waterskiën (racing) · Volleybal (heren · dames) · Wielrennen (tijdrijden · weg · piste · gravel · veld · mountainbike · BMX) · Zaalhockey (heren · dames) · Zaalvoetbal